# ایتون، ساوا
ایتون، ساوا (به فرانسوی: Aiton, Savoie) یک کمون در فرانسه است که در Canton of Aiguebelle واقع شده‌است.

## خصوصیات
ایتون ۱۶٫۲۹ کیلومترمربع مساحت و ۱٬۶۵۲ نفر جمعیت دارد.